# Crewe Rock
Der Crewe Rock ist eine 3 m hohe Klippe vor der Nordküste Südgeorgiens. Der Felsen liegt 160 m östlich des Kap Crewe vor dem Nordrand der Einfahrt zur Lighthouse Bay.
Wissenschaftler der britischen Discovery Investigations kartierten ihn zwischen 1929 und 1930. Zudem benannten sie ihn in Anlehnung an die Benennung des gleichnamigen Kaps. Dessen Namensgeber ist unbekannt.